# 曹詢
曹 詢（そう じゅん、231年 - 244年）は、中国三国時代の魏の皇族。一般的には「秦王」と記載されている。兄弟は曹芳（斉王）。

## 略歴
曹叡（明帝）の子が相次いで夭折したため、親族であった曹詢と曹芳の兄弟は養子に迎えられ、養育されていた。だが曹詢・曹芳の経歴ははっきりと判明してはいない。
青龍3年（235年）8月、曹芳と共に王に立てられ、曹詢は秦王となった。
景初3年（239年）正月、曹叡は崩御の際に曹詢を枕元に呼び、司馬懿を後見人とする旨を告げた。
正始5年（244年）8月に嗣子がないまま早世した。 同年11月、秦国は京兆郡に編入し直された。